# Marie Slámová-Kettnerová
Marie Slámová-Kettnerová (23. března 1932 – ?), byla česká a československá politička Komunistické strany Československa a poúnorová poslankyně Národního shromáždění ČSR. 

## Biografie
Ve volbách roku 1954 byla zvolena do Národního shromáždění ve volebním obvodu Liberec jako bezpartijní poslankyně. V průběhu výkonu funkce pak přešla do KSČ. V Národním shromáždění zasedala až do konce jeho funkčního období, tedy do voleb v roce 1960. K roku 1954 se profesně uvádí jako úkolářka v národním podniku Velveta Varnsdorf, závod Dolní Podluží.